# Matches
Matches is een nummer van de Amerikaanse zangeres Britney Spears en de Amerikaanse boyband Backstreet Boys uit 2020. Het is de derde en laatste single van de heruitgave van Glory, het negende studioalbum van Britney Spears.
De hoogtijdagen van zowel Britney Spears als de Backstreet Boys waren in de late jaren '90 en vroege jaren '00, maar in die tijd hadden ze nooit samen een plaat gemaakt. "Matches" gaat over de gevaren die een relatie met zich meebrengt. Het nummer was oorspronkelijk bedoeld voor het album DNA van de Backstreet Boys, maar bleef op de plank liggen. Later werd het tot een samenwerking met Britney Spears gemaakt en opgenomen voor de deluxe versie van Spears' album "Glory". Het nummer bereikte de Amerikaanse Billboard Hot 100 niet, maar haalde wel de 11e positie in de downloadlijst van Billboard. In het Nederlandse taalgebied werden helemaal geen hitlijsten gehaald.

## Tracklijst
- Muziekdownload

1. "Matches" - 2:52